# Diocèse d'Hébron
Le diocèse d'Hébron, ou diocèse de Saint Abraham, était un diocèse du royaume latin médiéval de Jérusalem.

## Histoire
Au IVe siècle, Eusèbe de Césarée décrit Hébron comme un simple grand hameau où se trouve le tombeau des Patriarches, également mentionné par Flavius Josèphe et par le Pèlerin de Bordeaux en 333.
Depuis la conquête arabe en 637 et tout au long de leur présence, Hébron est devenue à la quatrième ville sainte de l'Islam.
Les Croisés prirent la ville en 1100, et le sanctuaire devint l'église Saint-Abraham, également appelée église de la Sainte Grotte. La ville elle-même est souvent appelée par les chroniqueurs de l'époque « Castel Saint-Abraham ». Un prieuré de chanoines réguliers de Saint-Augustin fut installé pour prendre en charge la basilique.
En 1167, Hébron devint un siège latin, directement soumis au patriarcat latin de Jérusalem, et son premier évêque fut Renaud, neveu du patriarche latin de Jérusalem Foucher d'Angoulême.
Une lettre du pape Clément IV, datée du 1er juin 1267, ordonne au patriarche de Jérusalem de fournir un prêtre à l'église d'Hébron. Après l'évêque Geoffroy, ses successeurs à l'évêché d'Hébron n'étaient que des titulaires et une grande confusion existait dans leur liste,
En tant que siège résidentiel, Hébron connut une existence très brève. Elle survécut toutefois à la victoire de Saladin en 1187 et à la marche des Khwarezmiens en 1244. Après la victoire de Hattin le 4 juillet 1187 et celle d'Ascalon le 5 septembre 1187, Saladin s'empressa, avant de marcher sur Jérusalem, d'occuper Hébron et d'associer le sanctuaire d'Abraham au culte de l'Islam. Les Khwarezmiens détruisirent la ville, mais ne touchèrent pas au sanctuaire[réf. incomplète].
Après le départ des Latins, les Grecs conservèrent un temps un évêque résidant à Hébron. Michel Le Quien mentionne l'un d'entre eux, Joannikios, dont le nom apparaît avec celui de Christodoulos de Gaza dans les Actes du concile de Jérusalem de 1672 sous le titre de « Ioannikíou toû theophilestátou ’archiepiskópou toû ‘agíon spelaíon », soit « Joannikios, très saint archevêque de la sainte Grotte ».

## Liste des évêques
- Renaud (1167-1170)
- anonyme, décédé en 1190 lors du siège de Saint-Jean-d'Acre
- Barthélemy, cistercien (1249-1257)
- Pierre (1263-1267)
- Geoffroy, dominicain (1268-1283)

## Liste des évêques titulaires
- Mannimetre, dominicain (fl. 1347)
- Louys, franciscain (fl. 1365)
- Charles-Auguste de Sales (1644-1645)
- Gaspard Mermillod (1864-1883)
- Michael Petkov (en) (1883-1921)
- Alexander MacDonald (en) (1923-1941)
- Pedro Massa (de) (1941-1968)[6]